# Sumvitg
Sumvitg (do 1985 Somvix) – miejscowość i gmina w Szwajcarii, w kantonie Gryzonia, w regionie Surselva. Leży nad jeziorem Lag da Laus. W Sumvitg znajduje się kaplica Świętego Benedykta (Caplutta Sogn Benedetg) zaprojektowana przez Petera Zumthora.

## Demografia
W Sumvitg mieszkają 1 104 osoby. W 2020 roku 5% populacji gminy stanowiły osoby urodzone poza Szwajcarią. 

## Transport
Przez teren gminy przebiega droga główna nr 19. 

## Galeria

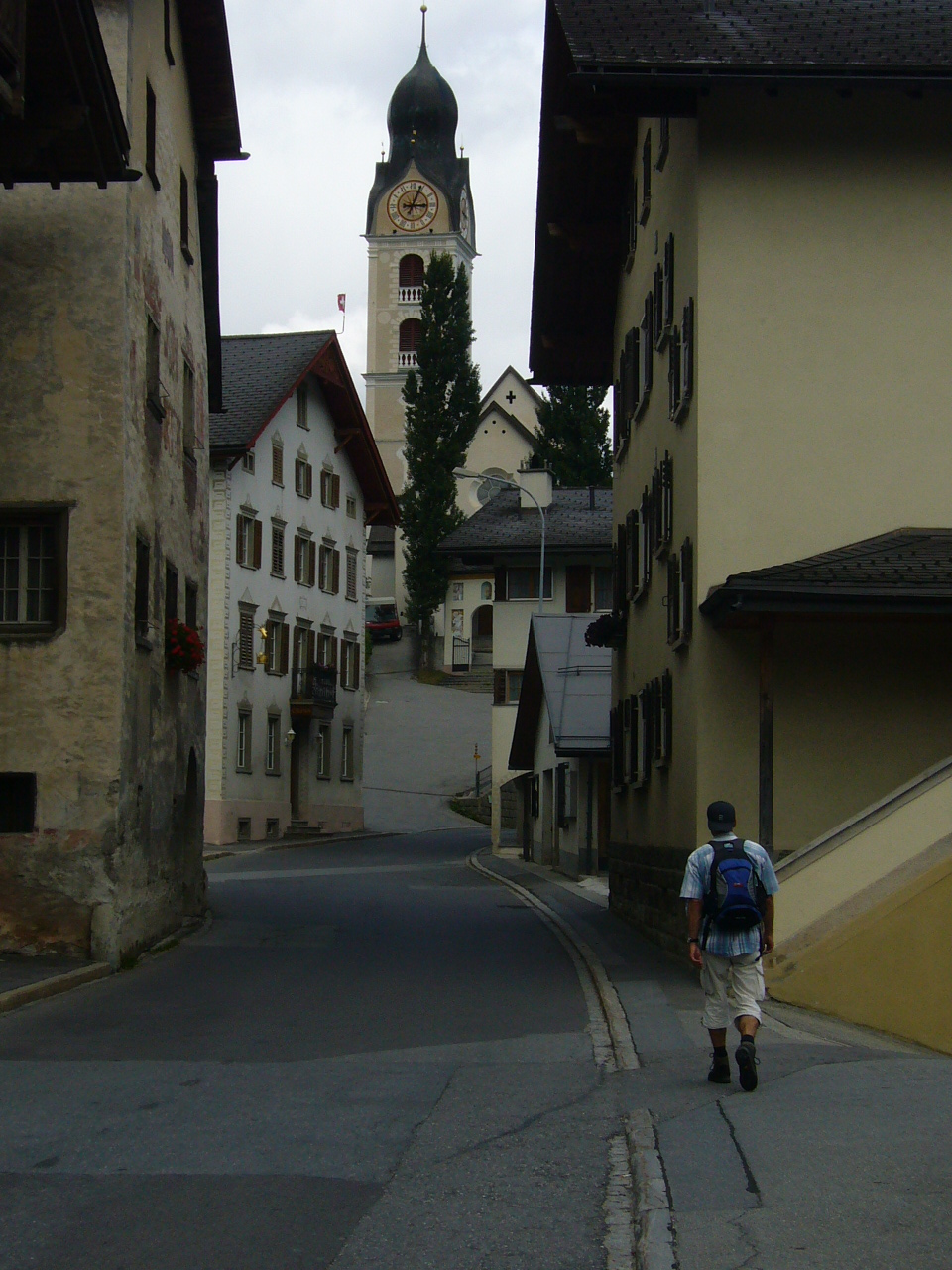
Ulica w Sumvitg
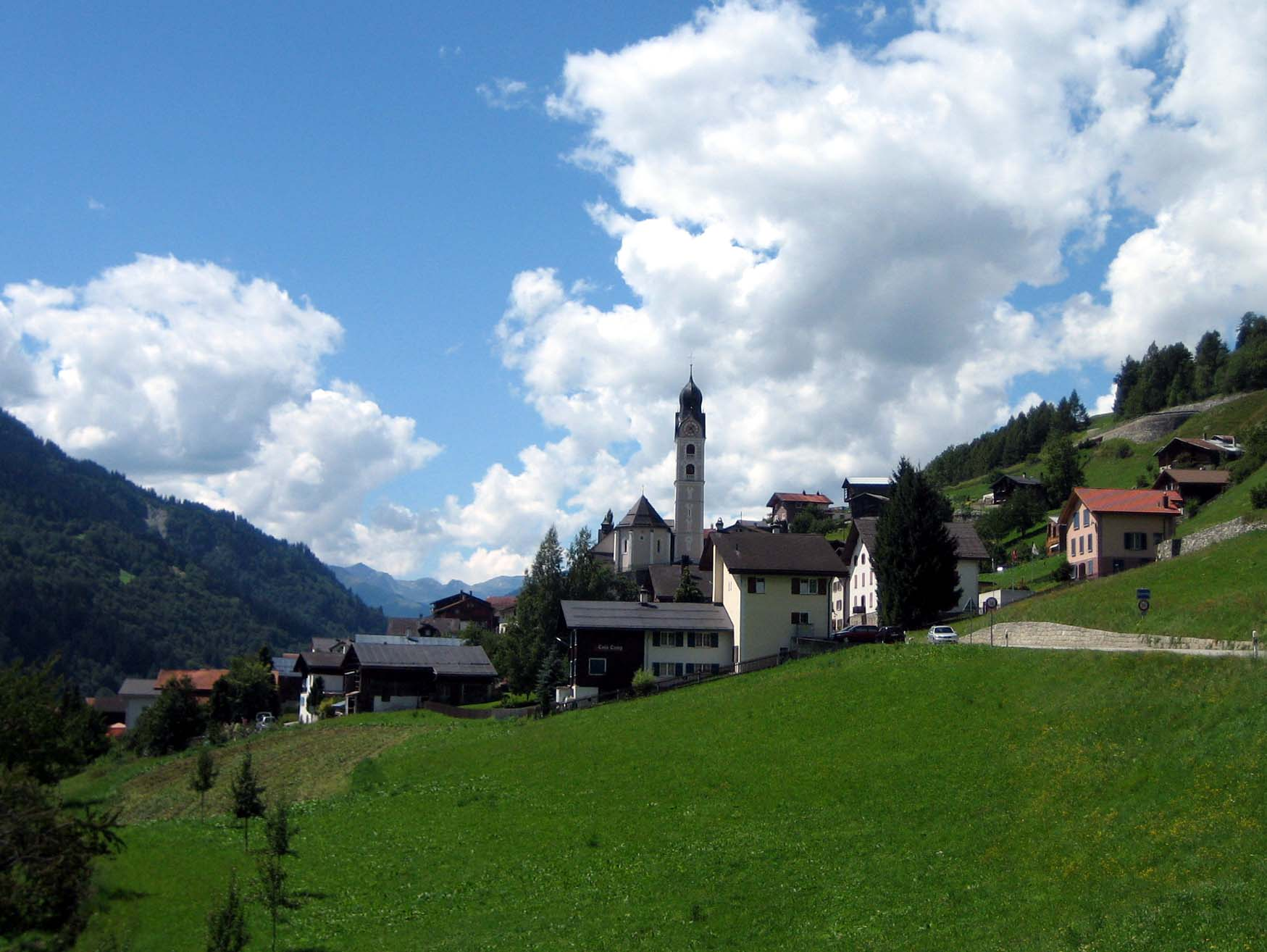
Sumvitg